# Fuente Encalada (kommunhuvudort)
Fuente Encalada är en kommunhuvudort i Spanien.   Den ligger i provinsen Provincia de Zamora och regionen Kastilien och Leon, i den nordvästra delen av landet, 270 km nordväst om huvudstaden Madrid. Fuente Encalada ligger 752 meter över havet och antalet invånare är 128.
Terrängen runt Fuente Encalada är platt. Runt Fuente Encalada är det glesbefolkat, med 12 invånare per kvadratkilometer. Närmaste större samhälle är Santibáñez de Vidriales, 4,4 km söder om Fuente Encalada. Trakten runt Fuente Encalada består till största delen av jordbruksmark.